# Bracia McDonald
Richard McDonald i Maurice McDonald znani jako Bracia McDonald byli amerykańskimi przedsiębiorcami którzy założyli restaurację McDonald’s. Pierwszą restaurację otworzyli w 1940 roku w San Bernardino w Kalifornii. Tam udoskonalali swój biznes tworząc system pracy znany jako Speedee Service System. Po zatrudnieniu Raya Kroca jako agenta franczyzowego w 1954 roku, kontynuowali prowadzenie firmy, dopóki nie zostali wykupieni przez Kroca w 1961 roku.

## Dzieciństwo
Bracia McDonald urodzili się w Manchesterze w stanie New Hampshire w rodzinie irlandzkich imigrantów Patricka i Margarete McDonald, którzy przybyli do Stanów Zjednoczonych jako dzieci. Maurice urodził się pod koniec 1902 roku, a Richard w lutym 1909 roku. W latach dwudziestych rodzina przeniosła się do Kalifornii, gdzie w 1937 roku Patrick otworzył stoisko z jedzeniem w Monrovii.

## Kariera
W 1948 roku bracia przebudowali swoją restaurację w San Bernardino. Oprócz przebudowy restauracji zmienili również menu, aby jeszcze bardziej skupić się na sprzedaży. Na dziewięciu pozycjach menu pozostały: hamburger za 15 centów, cheeseburger, napoje bezalkoholowe, mleko, kawę, chipsy ziemniaczane, i kawałek ciasta.
Restauracja braci McDonald odniosła sukces, a mając na celu zarobienie 1 miliona dolarów przed ukończeniem 50 roku życia, bracia McDonald rozpoczęli franczyzę swojego systemu w 1953 roku, zaczynając od restauracji w Phoenix w Arizonie.
Bracia zwrócili uwagę Raya Kroca, sprzedawcy mikserów do koktajli mlecznych w Prince Castle. Po zakupie ośmiu jego Multi-Mixerów do swojej restauracji w San Bernardino w Kalifornii, Kroc odwiedził tę restaurację w 1954 roku. W tym samym roku bracia McDonald zatrudnili Kroca jako swojego agenta franczyzowego. Kroc przejął 1,9 procent sprzedaży brutto, z czego bracia McDonald otrzymali 0,5 procent.
Kroc był sfrustrowany chęcią braci McDonald do utrzymania niewielkiej liczby restauracji. Bracia również konsekwentnie mówili Krocowi, że nie może wprowadzać zmian w takich rzeczach, jak oryginalne menu, ale pomimo próśb Kroca bracia nigdy nie wysłali żadnych formalnych listów, które prawnie zezwalałyby na zmiany w menu. W 1961 roku Kroc kupił firmę za 2,7 miliona dolarów, obliczone tak, aby każdy z nich otrzymał 1 milion dolarów po opodatkowaniu.
Kończąc proces zakupu restauracji McDonald’s, Ray Kroc zirytował się, że bracia nie przeniosą na niego nieruchomości i praw do pierwotnej lokalizacji San Bernardino. W swoim gniewie Kroc otworzył później nową restaurację McDonald’s w pobliżu oryginalnego McDonald’s, której nazwę zmieniono na „The Big M”, ponieważ bracia zaniedbali zachowanie praw do nazwy. „The Big M” zostało zamknięte sześć lat później. Zarzuca się, że w ramach wykupu Kroc obiecał, na podstawie umowy uścisku dłoni, kontynuować roczną opłatę licencyjną w wysokości 1% pierwotnej umowy, ale nie ma na to dowodów poza roszczeniem siostrzeńca braci McDonald. Żaden z braci nie wyraził publicznie rozczarowania transakcją. Rozmawiając z kimś o wykupie, Richard McDonald podobno powiedział, że nie żałuje.
30 listopada 1984 r. Richardowi McDonaldowi, pierwszemu kucharzowi McDonald’s, podano uroczysty 50-miliardowy hamburger McDonald’s od Eda Rensiego, ówczesnego prezesa McDonald’s USA, w hotelu Grand Hyatt w Nowym Jorku.

## Śmierć
Maurice McDonald zmarł z powodu niewydolności serca w swoim domu w Palm Springs w Kalifornii, 11 grudnia 1971 r., w wieku 69 lat.
Richard McDonald również zmarł z powodu niewydolności serca w domu opieki w Manchesterze, New Hampshire, 14 lipca 1998 roku, w wieku 89 lat. Został pochowany na cmentarzu Mount Calvary w Manchesterze.

## Kultura
W filmie McImperium (ang. The Founder) z 2016 roku o Rayu Krocu i jego relacjach biznesowych z braćmi McDonald, Richarda (Dicka) McDonalda gra Nick Offerman, a John Carroll Lynch wciela się w postać Maurice’a (Mac) McDonalda. Rolę Raya Kroca obsadził Michael Keaton.